# Кан-е-Севенн
Кан-е-Севенн (фр. Cans et Cévennes) — муніципалітет у Франції, у регіоні Окситанія, департамент Лозер. Кан-е-Севенн утворено 1 січня 2016 року шляхом злиття муніципалітетів Сен-Жульєн-д'Арпаон i Сен-Лоран-де-Трев. Адміністративним центром муніципалітету є Сен-Лоран-де-Трев. Населення — 289 осіб (01.01.2021).